# Distoleon alicia
Distoleon alicia är en insektsart som beskrevs av Banks 1939. Distoleon alicia ingår i släktet Distoleon och familjen myrlejonsländor. Inga underarter finns listade i Catalogue of Life.